# کلی بلاتز
کلی بلاتز (انگلیسی: Kelly Blatz؛ زادهٔ ۱۶ ژوئن ۱۹۸۷) هنرپیشه اهل ایالات متحده آمریکا است. وی از سال ۲۰۰۴ میلادی تاکنون مشغول فعالیت بوده‌است.
از فیلم‌ها یا برنامه‌های تلویزیونی که وی در آن نقش داشته‌است می‌توان به ان‌سی‌آی‌اس، شب پرام، اکستر، فاحشه، و از مردگان متحرک بترسید اشاره کرد.